# Arpajon-sur-Cère
Arpajon-sur-Cère è un comune francese di 6 245 abitanti situato nel dipartimento del Cantal nella regione dell'Alvernia-Rodano-Alpi.

## Società

### Evoluzione demografica
Abitanti censiti

## Geografia fisica

### Clima
Arpajon-sur-Cère ha un clima uguale a quello della limitrofa Aurillac, con estati fresche ed inverni molto freddi.

## Amministrazione

### Cantone
A seguito della riforma approvata con decreto del 13 febbraio 2014 , che ha avuto attuazione dopo le elezioni dipartimentali del 2015, la città è stato capoluogo di un cantone omonimo allargato (6 comuni all'inizio, 15 dopo 2015 e poi 14 dal 2019 -con la fusione di due comuni-).

### Gemellaggi
Dal 1972, Arpajon-sur-Cère e la confinante Aurillac hanno un comitato di gemellaggi comune e hanno relazioni con i comuni di:
- Bocholt, dal 1972
- Bassetlaw, dal 1980
- Bougouni, dal 1985
- Altea, dal 1992
- Vorona, dal 2000